# Todiramphus enigma
Todiramphus enigma, conhecida como martim-caçador-das-talaud , é uma espécie de ave da família Alcedinidae.
É endémica da Indonésia.
Os seus habitats naturais são: florestas subtropicais ou tropicais húmidas de baixa altitude e rios.
Está ameaçada por perda de habitat.